# طب تكميلي
الطب التكاملي
الطب التكاملي ، أو كما يسمى الصحة التكاملية في المملكة المتحدة، يجمع الطب التكاملي بين الطب البديل والطب المبني على الأدلة.
يدعي مؤيدو الطب التكاملي بأنه يعالج «كافة أعضاء الجسم» بتركيزه على مسألتي الصحة والعافية عوضًا عن معاجلة المرض فقط، إضافة إلى ذلك فإنه يؤكد على أهمية علاقة المريض بطبيبه.
إلا أن معارضيه يرون فيه تهديدًا للاتجاه السائد في الطب لاتخاذه علاجات بديلة غير فعالة وادعائهم بأنه ينظر إلى علاج المريض بصورة مختلفة تمامًا.

## التعريف
توصل الاتحاد الأكاديمي للصحة والطب التكاملي إلى التعريف التالي: «هو طب شمولي مبني على الأدلة العلمية المثبتة، يهدف إلى الاستفادة من كافة الأساليب العلاجية ونمط الحياة والرعاية الصحية والتخصصات من أجل الوصول إلى الحالة الصحية المثلى بالتركيز على العلاقة بين المريض وطبيبه». يشير أنصار الطب التكاملي إلى أنه يختلف عن الطب التكميلي والبديل وينفون أنه يجمع بينهما والطب التقليدي. بل يؤكدون على أن «هدفه الأساسي هو الوصول إلى علاج الشخص (بجوانبه الحيوية والنفسية والاجتماعية والروحية) وذلك بالاعتماد على أساليب الطب التقليدي والطب التكميلي والبديل على حد سواء من خلال إيجاد علاقة فاعلة وداعمة بين المريض وطبيبه».
ويعتبر معارضو الطب التكاملي أنه مرادف للطب التكميلي أو العلاجات غير العلمية، حيث كتب ديفيد غورسكي أن مصطلح «الطب التكاملي» قد أصبح المصطلح المفضل لوصف الطب غير المبني على أسس علمية.

## لمحة تاريخية
زاد اهتمام أطباء الولايات المتحدة في بداية التسعينيات بإدخال الطرق البديلة في ممارساتهم الطبية، حيث تشير إحدى الدراسات الاستقصائية في عام 1995 إلى أن 80% من أطباء الأسرة والمجتمع يرغبون بتلقي تدريبات لعلاجات الوخز بالإبر والتنويم المغناطيسي والتدليك. كما شرعت بعض المستشفيات الأمريكية في منتصف التسعينيات إلى فتح عيادات خاصة بالطب التكاملي حتى وصل عددها إلى 27 عيادة عام 2001. وبحلول عام 1999 تم تأسيس رابطة المراكز الصحية الأكاديمية للطب التكاملي التي وصل عدد أعضائها عام 2015 إلى 60 عضوًا منهم كليات الطب في جامعة جونز هوبكنز وجامعة ديوك وجامعة جورج تاون إضافة إلى مستشفى مايو كلينك. وفي عام 2015 تم تغيير اسم الرابطة إلى الرابطة الأكاديمية للصحة والطب التكاملي، وهي رابطة تهدف إلى تعزيز ممارسة الطب التكاملي من خلال الجمع بين كليات الطب التي تدرّس الطب التكاملي في مناهج التعليم الطبي لديها. وفي عام 2013 أعلن المجلس الأمريكي للتخصصات الطبية، وهو الجهة المسؤولة عن منح شهادات الاختصاص للأطباء في الولايات المتحدة، أنه سيعمد في بداية عام 2014 إلى اعتماد الأطباء المختصين بالطب التكاملي.

## الدافع
ويشير أستاذ الطب «جون مكلوكلين» في مقاله المنشور في المجلة الطبية البريطانية إلى أن ظهور الطب التكاملي يعود في أصله إلى تغيير مصطلح «الطب البديل والتكميلي» الذي بدأ يفقد مصداقيته بشكل متزايد.
ويشير مكلوكلين إلى أنه من «المعيب» أن ينسب ممارسو الطب التكاملي إلى أنفسهم تلك الميزة الفريدة التي تتعلق بأخذ «شخصية المريض واستقلاليته ووجهات نظره» بعين الاعتبار؛ حيث أنها تعد جوانب جوهرية في الممارسات الطبية السائدة.
ويقول مؤيدو الطب التكاملي أن الدافع وراء اعتماده ينبع إلى حدٍ ما من حقيقة زيادة نسبة ثقة السكان بممارسي الطب التكميلي، الأمر الذي يزيد من اهتمام بعض الأطباء بتعلم المزيد عن الطب التكميلي مما يمكنهم من تقديم مشورة أفضل إلى مرضاهم باستخدام بعض العلاجات التي قد تكون مفيدة بل و«سخيفة» في أحيان أخرى. وعلاوة على ذلك فإنهم يعتقدون أن بعض الأطباء والمرضى غير راضين عما يعتبرونه تركيزًا على استخدام الأدوية لعلاج أو منع مرض ما ويرون أنه من الأفضل بمكان مساعدة المريض في أن يعود إلى حالته الصحية الجيدة، حيث يقولون أنه من المهم أن يذهب الطبيب إلى أبعد من الشكاوى المحدودة وأن يعتمد على الجمع بين المدرستين التقليدية والبديلة للوصول إلى حالة صحية تتعدى حالة غياب المرض. ويزيد المؤيدون على ذلك اعتبارهم أن الأطباء قد أصبحوا متخصصين إلى درجة وصلوا بها إلى إهمال دورهم التقليدي الذي يتمثل بتقديم الرعاية الشاملة بالتركيز على الشفاء والعافية. كما قد يبحث بعض المرضى عن علاج خارج عن التيار السائد للاستشفاء من بعض الحالات الطبية التي يصعب علاجها مثل متلازمة الألم العضلي المتفشي (الفايبروميالغيا) ومتلازمة القولون العصبي.

## تقبُّله
يخلط البعض أحيانًا بين الطب التكاملي والطب البديل الذي تم انتقاده بكثرة حتى أطلق عليه البعض اسم «زيت الأفعى».
تعتبر مسألة اختبار الممارسات البديلة بشكل موضوعي مسألة أساسية، فقد أشار آرنولد اس. ريلمان، رئيس التحرير السابق لدورية نيو إنجلند الطبية، في مقالة نشرت في مجلة «ذا نيو ريبابليك» إلى أن «هناك نوعين من الطب أحدهما تقليدي والآخر غير تقليدي يمكن الجمع بينهما في نوع جديد يسمى» الطب التكاملي«. ويضيف أندرو ويل وأصدقاؤه أن هناك نوعين من طرق التفكير أو بكلمات أخرى طريقتين يمكن من خلالهما معرفة فيما إذا كان العلاج فعّالًا أم لا. وفي أفضل الممارسات الطبية فإنه يجب اختبار كافة العلاجات المحتملة بشكل موضوع، وفي نهاية المطاف فستثبت الاختبارات جدوى بعض هذه العلاجات من عدمها».
قامت حكومة الولايات المتحدة الأمريكية في عام 1991 بتأسيس مكتب الطب البديل من أجل اختبار علاجات الطب البديل ثم أعيد تأسيسه عام 1998 تحت اسم المركز الوطني للطب التكميلي والبديل باعتباره أحد المؤسسات الوطنية المهتمة بالصحة. وفي عام 2015 تم إعادة تأسيسه مرةً أخرى تحت مسمى المركز الوطني للطب التكميلي والتكاملي.
ويهتم المركز الوطني للطب التكميلي والتكاملي "بتحديد فائدة وأمان التدخلات الطبية التكميلية والتكاملية بالاعتماد على التحقيقات العلمية الدقيقة إضافة إلى تقديم معلومات مستندة على الأبحاث العلمية إلى عامة الناس تساعدهم في اتخاذ القرارات المتعلقة بالعناية الصحية"  إلا أن طبيب الأمراض العصبية في كلية الطب في جامعة ييل ستيفن نوفيلا يشكك في ذلك حيث يرى أن نشاطات المركز الوطني للطب التكميلي والتكاملي تستخدم لتضفي نوعًا من الأهلية على علاجات غير شرعية". وقد ذكر المركز الوطني للطب التكميلي والتكاملي على موقعه الإلكتروني أن هناك "أدلة ناشئة تثبت أن بعض الفوائد المتوقعة حقيقية أو ذات مغزى" ويضيف المركز أن "الدليل العلمي محدود" وأن "نقص البيانات الموثوقة يجعل من عملية اتخاذ قرارات مستنيرة تتعلق بالرعاية الصحية التكاملية أمرًا صعبًا في كثير من الأحيان".
وتحدثت المجلة الطبية البريطانية في إحدى افتتاحياتها عام 2001 أن الطب التكاملي أقل اعتمادية في المملكة المتحدة عنه في الولايات المتحدة،  حيث تعرضت جامعتي باكينغهام وويستمنستر للنقد بسبب طرحهما مساقات في الطب التكميلي. إلا أن منظمات أخرى في المملكة المتحدة مثل مؤسسة الأمير للصحة التكميلية وكلية الطب  وصن فلور جام تنحو منحىً آخر من خلال دعواتها وحملات التبرعات التي تقيمها لدعم الطب التكاملي.
وفي عام 2003 قال «مايكل اتش كوهين» أن الطب التكاملي يخلق «تناقضًا في المسؤولية» فكلما زاد التكامل متعدد التخصصات بين مقدمي الرعاية الصحية، تفاقمت مخاطر المسؤولية المشتركة بينهم، وبالتالي فإن "تبادل المعلومات بين مقدمي الرعاية الصحية قد يزيد من المسؤولية ويحد من المخاطر التي قد يتعرض لها المريض بشكل كبير، وفي المقابل فقد يؤدي الإبقاء على حدود واضحة بين مقدمي الرعاية إلى تقليل مخاطر المسؤولية المشتركة ولكنه سيزيد المخاطر التي يتعرض لها المريض في نهاية الأمر."
كما نقد ستيفن زالتسبورع تدريس الطب التكاملي في كليات الطب وخصوصًا مساقات العلوم غير المضبوطة مثل ما يسمى بالمعالجة المثلية أو المتجانسة. . ويضيف زالتسبورغ قوله أن جامعة ماريلاند الطبية قد «أساءت تدريب طلاب العلوم الطبية لديها».